# Cosmopterix harpalyke
Cosmopterix harpalyke là một loài bướm đêm thuộc họ Cosmopterigidae. Nó được tìm thấy ở Brasil (Distrito Federal).
Con trưởng thành đã được ghi nhận vào tháng 3 và tháng 11. Loài này được đặt tên theo Harpalyke, một Mặt Trăng của Sao Mộc.